# Narodni park Tsimanampetsotsa
Narodni park Tsimanampetsotsa, znan kot naravni rezervat Tsimanampetsotsa je 432 km² velik narodni park na jugozahodni obali Madagaskarja v regiji Atsimo-Andrefana. Park je 90 kilometrov južno od Toliare in 950 kilometrov južno od glavnega mesta Antananarivo. Route Nationales (RN) 10 do Faux Cap poteka mimo parka, najbližje letališče pa je v Toliari. Narodni park vsebuje jezero Tsimanampetsotsa in je poimenovano po njem.

## Zgodovina in pomen
Narodni park Tsimanampetsotsa obsega najbolj zahodno strmino apnenčaste planote Mahafaly. Prvič je bil zavarovan leta 1927 zaradi svoje endemične flore in favne, leta 1966 pa je postal narodni park. Je znotraj bodičastih gozdov Madagaskarja ali »bodičaste puščave« na južnem Madagaskarju, globalno značilne ekoregije. To je območje z najvišjo stopnjo endemizma rastlin na Madagaskarju, kjer je 48 % rodov in 95 % endemičnih vrst in je uvrščeno med 200 najpomembnejših ekoloških regij na svetu. Za vegetacijo so značilne številne kserofitne in na sušo odporne lesne vrste iz družine mlečkov (Euphorbiaceae) in poddružine Didiereoideae, ki je ozko endemična na jugozahodu Madagaskarja. Poleg izjemne rastlinske raznolikosti je narodni park Tsimanampetsotsa dom šestim vrstam primatov, ki predstavljajo štiri od petih družin, endemičnih za Madagaskar. Tu se pojavlja več endemičnih živali, ki so omejene na suhi jug Madagaskarja, vključno z nedavno opisanim Grandidierjevo mangusto (Galidictis grandidieri) in madagaskarsko želvo ali sokake (Geochelone radiata). Narodni park vsebuje in je poimenovan po jezeru Tsimanampetsotsa, pomembnem mokrišču, ki je registrirano kot Ramsarsko mokrišče mednarodnega pomena, imenovano leta 1998. V 1930-ih je Henri Perrier de la Bâthie odkril podfosilne ostanke številnih različnih vrst, vključno z velikansko želvo, krokodili in delci jajčnih lupin slonjih ptic. Nedavne raziskave potrjujejo, da je narodni park Tsimanampetsotsa bogat s fosili.
Julija 2018 je bil Tsimanampesotse – Nosy Ve Androka ustanovljen kot 5. biosferni rezervat na Madagaskarju. Spada v intertropski morski biogeografski sistem jugozahodnega Indijskega oceana in vključuje pet velikih malgaških ekoregij: južno kopensko ekoregijo, vodno ekoregijo južnih bazenov, vodno ekoregijo zahodnih bazenov, morsko ekoregijo Mozambiškega prelivak in južnomorsko ekoregijo. Jedro biosfernega rezervata sestavljata narodni park Tsimanampesotse in narodni park Nosy Ve-Androka, ki ju upravlja Association Nationale pour la Gestion des Aires Protégées (ANGAP); in zavarovano območje kategorije IV Amoron'i Onilahy, ki ga upravljajo lokalne skupnosti.

## Podnebje
Podnebje je vroče in suho, letna količina padavin pa je manj kot 300 milimetrov, zaradi česar je območje najbolj suho v državi. Večina padavin pade med koncem decembra in februarjem, sušno obdobje pa je dolgo, s povprečnim trajanjem od devet do enajst mesecev. Najnižja zimska temperatura je v povprečju 15 °C do 20 °C z najvišjimi temperaturami, ki presegajo 40 °C v preostalem delu leta.

## Pokrajine
Park lahko razdelimo na štiri različne pokrajine, kot sledi:

### Jezero Tsimanampetsotsa in povezano obalno območje
Jezero Tsimanampetsotsa je razmeroma plitvo jezero z visoko mineralizirano, zmerno alkalno vodo s koncentracijo soli, ki se približuje koncentraciji morske vode. V jezeru ne živijo ribe, vendar so dokumentirani nevretenčarji, ki pripadajo štirim taksonomskim skupinam (Annelida, Gastropoda, Crustacea in Insecta). Visoke koncentracije fosfatov, ki izvirajo iz erozije, naj bi bile glavni dejavnik, ki omejuje raznolikost vodne favne.ref name="Jean Robertin 2017">Jean Robertin, Rasoloariniaina. (2017). Physico-chemical water characteristics and aquatic macroinvertebrates of Lake Tsimanampesotse, south-western Madagascar. African Journal of Aquatic Science. 42. 191-199. 10.2989/16085914.2017.1357532.</ref>
Jezero je v plitvi kotanji in območje, pokrito z vodo, se v sušnem obdobju dramatično skrči, kar povzroči obsežna izpostavljena hiperslana ravnina. Steklarica (Salicornia pachystachya ali Arthrocnemum pachystachyum) in druge rastlinske vrste, ki so odporne na sol, kot je zlata usnjata praprot (Acrostichum aureum), se z upadanjem vodostaja preselijo na ravnine. Vneseno vrsto obalno Casuarina equisetifolia je mogoče najti v majhnih sestojih vzdolž vzhodne obale kot tudi v ozkem pasu dreves Salvadora angustifolia.

### Rob planote Mahafaly
Vzhodno od jezerskega bazena, ob vznožju planote Mahafaly, je drugo območje; suhi gozd na peščenih tleh, ki izhajajo iz peščenih usedlin novejšega in kvartarnega izvora. Vegetacijo sestavljajo večinoma nizka drevesa, grmičevje in odprta neporaščena območja. Nekaj podzemne vode odteka pod planoto Mahafaly in pride na površje ob vznožju planote v jamah ali kot izviri. Ta območja kratkotrajnih ali stalnih vodnih virov podpirajo večja sadna drevesa (npr. Ficus polita (srčolista figa), tamarinda (Tamarindus indica), Salvadoria angustifolia), močno prispevajo k biotski raznovrstnosti območja in jih običajno najdemo blizu meje tretjega območja apnenca, planote Mahafaly.

### Planota Mahafaly
Planota Mahafaly je sestavljena iz terciarnega apnenca s prstjo, ki je tanka in apnenčasta. Vegetacijo sestavljajo odprto, kserofitno grmovje, predvsem iz družin mlečkov (Euphorbiaceae), Didiereaceae, kapok (Bombaceae) in grahovk (Fabaceae). Na tem območju izstopata Euphorbia stenoclada in stekleničasto drevo Moringa drouhardii. Območje planote je razmeroma ozka tvorba, ki poteka v smeri sever–jug in je med robom jezera in »vzhodno cono«. Tukaj lahko najdemo številne zrušene ponore, ki zagotavljajo habitat za rastline in živali, ki se zanašajo na minimalno efemerno vodo. Z apnenčastimi pečinami je povezanih več endemičnih živalskih vrst, vključno z Grandidierjevo mangusto (Galidictis grandidieri), slepo jamsko ribo (Typhleotris madagascariensis) in vrstami omejene razširjenosti, kot sta nočni gekon (Ebenavia maintimainty) in skink (Mabuya vezo).

### Vzhodna cona
Četrto in najbolj vzhodno območje je tam, kjer apnenec planote prehaja v območje rdeče glinene prsti. Tla so železna in bolj ugodna za rast rastlin. Tukaj je vegetacija suh gozd ali bodičast grm z Didiereaceae, Euphorbiaeceae in miro (Burseraceae), prevladujočimi družinami rastlin. Drevo Didieria madagascariensis je pomemben član gozdov v tej pokrajini in prav na tem območju je mogoče videti več izjemnih fony baobabov (Adansonia rubrostipa) in velikega Pachypodium geayi.

## Znamenitosti

### Jama Mitoho
Mitoho Grotto leži na koncu naravne poti od enega od dveh kampov. To je sveto mesto, kjer po lokalnih verovanjih Antambahoka živi nevidno ljudstvo. V stalnem jezeru znotraj apnenčastega jamskega sistema živi vrsta slepe ribe (Typhleotris madagascariensis), ki se prehranjuje s kozicami. Na ustju jame gnezdi tudi kolonija martinca (Phedina borbonica). Poleg teh bolj znanih vrst obstaja še jamski orjaški stonožnik (Zoosphaerium mitoho), endemit suhih bodičastih gozdov narodnega parka Tsimanampetsotsa.
Jama Mitoho je tudi pomembno nahajališče fosilov. V 1930-ih je Henri Perrier de la Bâthie našel subfosilne ostanke orjaške želve in krokodila ter fragmente jajčnih lupin slonjih ptic in orjaškega lemurja (Megaladapis edwardsi).

### Starodavni baobabi
Pohod je mogoče povezati z obiskom jame Mitoho, ki poteka mimo več ogromnih starodavnih Fony baobabov (Adansonia rubrostipa). Nizko, čokato drevo (zraste 4 do 5 m visoko) s širokim deblom, nekaj jih je tukaj starih več sto let. Dva sta bila raziskana z uporabo radiokarbonskega datiranja. Eno, imenovano »babica«, je sestavljeno iz treh zlitih debel različnih starosti, pri čemer je najstarejši del drevesa star približno 1600 let. Drugi, »poligamni baobab«, ima šest zraščenih stebel in je ocenjen na 1000 let. Ta pohod poteka tudi skozi bodičast gozd, s številnimi ozko endemičnimi rastlinskimi vrstami, ki jih najdemo samo v tem delu Madagaskarja.

### Vrtača z banjanovcem
Naprej mimo baobabov pot vodi do mesta banjanovca. To je klasična navpična vrtača z obsegom približno 25 m, ki je nastala zaradi udora jame. Približno 10 do 12 m pod robom vrtače je bazen in na robu vrtače s koreninami, ki segajo v vodo, raste velik figovec banjanovec. Tu so bili najdeni tudi fosili, ki prikazujejo prečni prerez znane izumrle favne, najdene v regiji.
- Mitoho Grotto (sveta jama v nacionalnem parku Tsimanampetsotse)
- Oglasna deska jame Mitoho s podrobnostmi o Typhleotris madagascariensis
- "Babica" Fony baobab
- znak pri vrtači z banjanovcem
- banjanovec pri vrtači

## Ogled nacionalnega parka Tsimanampetsotsa
Tsimanampetsotsa je od Anakaa oddaljena približno 2 uri vožnje po makadamski cesti, ki jo je najbolje voziti s štirikolesnikom. Območje je običajno vroče in suho, včasih pa so tam lahko tudi komarji ali druge žuželke. Obstajata dva kampa in več sprehajalnih poti, ki se razlikujejo po trajanju in interesih.
Obstaja več pohodnih poti, ki zapustijo kamp in parkirišče blizu severnega konca jezera na vzhodni strani:
- Krog Tsiamaso, ki vključuje Mitoho Grotto (jamo) s slepimi ribami (Typhleotris madagascariensis)
- Krog Andaka, ki sledi obali jezera za opazovanje ptic
- Emande Circle, da obiščete grobnice in nekaj čudovitih pokrajin
- Krog Andalamaike, za botanični sprehod po sušnih pokrajinah in bodičastem gozdu.

Obstaja tudi parkirišče, približno na polovici poti ob vzhodni strani jezera s paviljonom za senco. Od tu je kratek sprehod proti zahodu do jezera za opazovanje ptic. Na vzhodu je kratka, a strma hoja približno 200 metrov do vrha planote Mahafaly. Morda je potrebno nekaj prerivanja po skalah, vendar ponuja čudovit razgled na jezero.

## Živalstvo

### Sesalci
Narodni park Tsimanampetsotsa je edina dokumentirana lokacija ogrožene velike manguste (Galidictis grandidieri), ki je leta 1986 opisana kot nova v znanosti. Tu najdemo pet vrst lemurjev - belonogi športni lemur (Lepilemur leucopus) in rdečkasto-sivi mišji lemur (Microcebus griseorufus) sta striktno endemična v bodičastih gozdovih tega dela Madagaskarja. Skoraj endemični sesalci so veliki uhati tenrek (Geogale aurita) in mali jež (Echinops telfairi).
| Čas ogleda | Vrsta |
| ---------- | --- |
| Podnevi    | - Obročastorepi maki (Lemur catta) - Verreauxova sifaka (Propithecus verreauxi)                                                                        |
| Ponoči     | - Rdečkastosivi mišji lemur (Microcebus griseorufus) - Debelorepi pritlikavi lemur (Cheirogaleus medius) - Belonogi športni lemur (Lepilemur leucopus) |

### Ptice
V parku je znanih najmanj 112 vrst ptic, od katerih jih je petintrideset endemičnih za Madagaskar. Vrste, povezane z jezerom, so madagaskarski ponirek (Charadrius thoracicus), ki ga je Mednarodna zveza za ohranjanje narave (IUCN) uvrstila med ranljive vrste, in ogroženi madagaskarski ponirek (Tachybaptus pelzelnii). Mali plamenec (Phoeniconaias minor) pogosto obhaja jezero in je pomembno območje razmnoževanja velikega plamenca (Phoeniconaias roseus).
V območjih bodičastega gozda najdemo številne endemične vrste, vključno s 4 vrstami coua [orjaški coua (Coua gigas), rdečeglavi coua (Coua ruficeps), coua tekač (Coua cursor) in Verreauxov coua (Coua verreauxi)]. Nekaj drugih endemičnih ptic, potrjenih tukaj, je: Madagaskarski vrabček (Accipiter madagascariensis), velika papiga (Coracopsis vasa), Archboldov newtonia (Newtonia archboldi), Lafresnayejeva vanga (Xenopirostris xenopirostris), srpasta vanga (Falculea palliate), Thamnornis chloropetoides, primorski skalni drozg (Monticola imerina) in sakalava (Ploceus sakalava).

### Plazilci in dvoživke
Čeprav je suho, tukaj najdemo nekaj dvoživk in skoraj 40 vrst plazilcev. Plazilci, endemični za ekoregijo, vključujejo kameleone (Furcifer belalandaensis in Furcifer antimena). Pajkasto želvo (Pyxis aarachnoides) in sevano želvo (Geochelone radiata) je mogoče najti na tem območju, skupaj z Dumerilovim udavom (Acrantophis dumerilii) in nekaterimi iguanidi, ki živijo v skalah, kot sta Madagaskarski hudournik (Oplurus saxicola) in Madagaskarski modri legvan (Oplurus fihereniensis), dnevni gekon Phelsuma breviceps, nočni gekon Ebenavia maintimainty in Matoatoa brevipes ter kača Liophidium chabaudi.

## Rastline
Kot območje z najvišjo stopnjo rastlinskega endemizma na Madagaskarju, kjer je 48 % rodov in 95 % endemičnih vrst, so vaskularne rastline tukaj raznolike in edinstvene. Obstaja veliko kserofitnih in sušnih lesnih vrst iz družine mlečkov (Euphorbiaceae), kot je Euphorbia stenocalda. Tukaj je pogostih več predstavnikov ozko endemične vrste Didiereoideae, vključno Didierea madagascariensis in Alluaudia comosa. Botanični popis regije, ki je kasneje postala narodni park Tsimanampetsotsa, se je začel z zbirkami Perrierja de la Bâthieja leta 1910. Številni botaniki so obiskali lokacijo in tukaj je dokumentiranih več kot 200 vrst vaskularnih rastlin iz 70 družin. Enajst redkih vrst je znanih samo iz Tsimanampetsotse ali v bližini, drugih sedem redkih vrst, ki jih najdemo tukaj, pa je znanih na petih ali manj mestih.
Naslednja tabela navaja vrste, znane samo iz NP Tsimanampetsotse in bližnjih območij:
| Family       | Species                 |
| ------------ | ----------------------- |
| Acanthaceae  | Achyrocalyx gossypinus  |
| Acanthaceae  | Anisotes divaricatus    |
| Acanthaceae  | Ecbolium humbertii      |
| Acanthaceae  | Hypoestes cinerascens   |
| Apocynaceae  | Secamone pedicellaris   |
| Asteraceae   | Helichrysum mahafaly    |
| Didiereaceae | Alluaudia montagnacii   |
| Fabaceae     | Delonix edulis          |
| Meliaceae    | Calodecaryia pauciflora |
| Moraceae     | Ficus humbertii         |
| Talinaceae   | Talinella microphylla   |